# Três Coroas
Três Coroas là một đô thị thuộc bang Rio Grande do Sul, Brasil. Đô thị này có diện tích 185,535 km², dân số năm 2007 là 22905 người, mật độ 123,45 người/km².